# Kvarnhustjärnen (Särna socken, Dalarna)
Kvarnhustjärnen är en sjö i Älvdalens kommun i Dalarna och ingår i Dalälvens huvudavrinningsområde.